# Ансо де Кајо
Ансо де Кајо или Анселм де Кајо (грчки: Ασελ δε Кαε) је био француски витез из Пикардије, који је учествовао у Четвртом крсташком рату (1202-1204) и касније постао један од водећих племића Латинског царства, служећи као намесник у Константинопољу (1237-1238). Био је ожењен византијском принцезом Евдокијом Ласкарис, млађом ћерком цара Теодора I Ласкариса.

## Биографија
Потомак господара Кајеа на Мору, према Жофрију од Вилардуена, узео је крст у пролеће 1200. заједно са Хугом IV, грофом од Сен-Пола, и остао у његовој пратњи до пада Константинопоља у Четвртом Крсташком рату у априлу 1204. Према писму грофа Хуга IV, Ансо је био међу витезовима који су гласали за преусмеравање крсташког рата на Цариград после опсаде Задра.
Након Хјуове смрти 1205. године, Ансо се придружио следбеницима Хенрика од Фландрије, млађег брата латинског цара, Балдуина I од Фландрије. Након што су цара Балдуина I заробили Бугари у бици код Хадријанопоља, Хенрик је постављен за регента Латинског царства. Он је заузврат именовао Анса за команданта гарнизона у Бизију, заједно са шест других витезова и већим бројем пешака. Са овог положаја успешно је бранио град од бугарског цара Калојана, који је после Хадријанопоља заузео већину других градова у Тракији.
Он се и даље помиње заједно са Хенриком од Фландрије (који је постао цар после 1206. године) у хроници Хенрија од Валенсијена као Ансил де Каеу. Заједно са Кононом де Бетјуном водио је 1207. неуспешне преговоре у Пагаситском заливу са лангобардским баронима под Равано далле Каркеријем, који су одбили да прихвате власт цара Хенрика.
Око 1230. године. Ансо се оженио византијском принцезом Евдокијом Ласкарис, ћерком никејског цара Теодора I Ласкариса. Принцеза је прво била верена за латинског цара Роберта Куртенеа, али ју је он одбио, што га је у коштало престола. Након смрти Јована од Бријена, старијег цара - савладара и старатеља цариградског цара Балдуина II, у марту 1237. године, Ансо је постао намесник Царства, које је сада углавном било ограничено на Константинопољ и његову околину, пошто је цар Балдуин II отпутовао у Западну Европу. Његова намесничка титула била је баили, и задржао је свој положај око годину дана, након чега га је заменио Нарјот де Тоуци.
Године 1247. он је доделио старатељство над градом Цурулоном својој жени принцези Евдокији, у нади да га неће напасти цар Јован III Дука Ватац, који је био ожењен Евдокијином сестром царицом Ирином Ласкарис.

### Атрибуција каснијих података
Као учесник Четвртог крсташког рата (1202-1204), Ансо де Кајо би се већ 1250. године, приближио најмање шездесетој години живота, па стога није извесно приписивање неких каснијих података њему, јер је могуће да се ти подаци могу односити и на његовог сина истог имена.
Документи из 1253-1255, године, које је издала папска канцеларија, помињу брак „Између Анселма де Каја и Марије, рођене од Матилде, даме од Посаге, рођене грофице од Беча“, означавајући невесту као „Марија, рођена од Калојована“ и такође помињу ујак по мајци као "цар цариградски, стриц исте Матилде". Ти подаци су омогућили Гордону Мекданијелу да идентификује Маријиног оца као Јована Анђела, господара Срема, а Маријину мајку као Матилду, ћерку Хенрика I, грофа од Виандена и Маргерите Куртене (сестра латинских царева Роберта I и Балдуина II).
У 1269-1270, извесни „Анселм де Кајо, коморник Римског царства“ је боравио на двору краља Карла I од Напуља. Уз краљевско одобрење, регулисао је мираз своје ћерке Еве (скраћено од Евдокија), која је била удата за Дреук де Беаумонта, маршала Напуљског краљевства. Боравећи у Напуљском краљевству, одржавао је контакте и са угарским краљем Стефаном V (1270-1272): „Анселмо де Кајо, мој драги пријатељ, жели да пренесе поруку великом принцу Стефану, славном краљу Угарске.“.
Није извесно да ли у подацима из 1269-1270 треба препознати оца или сина. Ако би се ти подаци приписали старијем Ансу (оцу), он би имао најмање осамдесет или више година 1269-1270. Не искључујући друге могућности, Мајкл Анголд је предложио да се подаци из 1253-1254 и 1269 приписују млађем Ансу (сину).
Такав закључак би био поткрепљен важном формулацијом из документа издатог 1254. године, у вези са браком између „Племенитом човеку Анселму, рођеном од племенитог човека де Каја, и племенитој жени Марији, рођеној једном од Калојована“. Формулација "Племенитом човеку Анселму, рођеном од племенитог човека из Каја" садржи експлицитну филијацију и преводи се као: "племић Анселмо, рођен од племића Каја", помиње не само младожења Анселма (сина), већ и његовог оца ( племић од Каја) чије је име било исто и стога се није понављало.
Поодмакле године би искључиле могућност да се и каснији подаци о Анселму де Кају, који је 1273-1274 служио као генерални викар краља Карла I Напуљског у Албанији, могу односити на учесника Четвртог крсташког рата (1202-1204), те стога сматра се да се ти подаци морају односити на његовог сина који је имао исто име. Тај син ће бити ожењен (од 1253-1255) Маријом, ћерком Јована Анђела од Срема, а касније (1269) ће служити као коморник („коморник Римског царства“), а такође и као гувернер Албаније (1273-1274). ). Сестра његове жене Марије била је српска краљица Јелена († 1314).